# أولاد عيسى (لفطاطشة)
أولاد عيسى هو دُوَّار يقع بجماعة عين الزهرة، إقليم الدريوش، جهة الشرق في المملكة المغربية. ينتمي الدوّار لمشيخة لفطاطشة التي تضم 4 دواوير. يقدر عدد سكانه بـ 678 نسمة حسب الإحصاء الرسمي للسكان والسكنى لسنة 2004.
أمال اولاد عيسى AOA
فريق دوار أولاد عيسى 

## روابط خارجية
- البوابة الوطنية للجماعات الترابية
- المندوبية السامية للتخطيط